# Кевин Харт
Кевин Дарнел Харт (енгл. Kevin Darnell Hart; Филаделфија, 6. јул 1979) амерички је стендап комичар и глумац. Харт је започео своју каријеру победом на неколико такмичења у аматерским комедијама у клубовима широм Нове Енглеске, што је кулминирало његовом првом правом улогом 2001, када га је Џад Апатоу унајмио за споредну улогу у ТВ серији Непријављено. Серија је трајала само једну сезону, али је убрзо добио и друге улоге у филмовима као што су Папирни војници (2002), Мрак филм 3 (2003), Авион са душом (2004), У миксу (2005) и Упознајте мале Фокерове (2010).
Хартова комичарска репутација наставила је да расте са објављивањем његовог првог стендап албума, I'm a Grown Little Man (2008), и наступима у филмовима Размишљај као мушкарац (2012), Повратак у ринг (2013), Луда вожња (2014) и његовом наставку Луда вожња 2 (2016), Оно од синоћ (2014), Укрути се (2015), Обавештајци (2016), Тајне авантуре кућних љубимаца (2016), Капетан Гаћероне: Први епски филм (2017), Џуманџи: Добродошли у џунглу (2017), Вечерња школа (2018) и Џуманџи: Следећи ниво (2019).

## Рани живот
Харт је рођен 6. јула 1979. године у Филаделфији. Одгојила га је самохрана мајка Ненси Харт, професорка на Универзитету у Пенсилванији. Има једног старијег брата, Роберта. Његов отац, Хенри Видерспун, зависник од кокаина, био је у затвору током већине Кевиновог детињства, а Кевин је користио хумор као начин да се носи са својим проблематичним породичним животом. Он је хришћанин.
Након што је завршио средњу школу Џорџ Вашингтон, Харт је кратко похађао Комјунити Колеџ у Филаделфији и након тога преселио се у Њујорк. Затим се преселио у Броктон, и пронашао посао као продавац ципела. Своју каријеру у стендап комедији одлучио је почети после наступа на аматерској вечери у клубу у Филаделфији.

## Турнеје
- (2015–16)
- (2017–18)

## Филмографија

### Филм
| Година | Српски назив                      | Изворни назив | Улога                                                         | Напомене                      |
| ------ | --------------------------------- | ------------- | ------------------------------------------------------------- | ----------------------------- |
| 2002.  | Папирни војници                   |               | Шон                                                           |                               |
| 2003.  | Мрак филм 3                       |               | Си-Џеј                                                        |                               |
| 2003.  | Н/Д                               |               | П-Диди / полицајац 1 / учитељ плеса/ хајпер репер / Х. Лектор |                               |
| 2004.  | Невоље са Поли                    |               | Вик                                                           |                               |
| 2004.  | Авион са душом                    |               | Нашон Вејд                                                    |                               |
| 2005.  | 4 банке, а невин                  |               | муштерија -а                                                  |                               |
| 2005.  | У миксу                           |               | Баста                                                         |                               |
| 2006.  | Мрак филм 4                       |               | Си-Џеј                                                        |                               |
| 2006.  | Н/Д                               |               | /                                                             |                               |
| 2007.  | Епски филм                        |               | Сајлас                                                        |                               |
| 2008.  | Ловац на благо                    |               | Биг Бани                                                      |                               |
| 2008.  | Филм о суперхеројима              |               | Треј                                                          |                               |
| 2008.  | Н/Д                               |               | Бари                                                          |                               |
| 2008.  | Упознајте Дејва                   |               | Број 17                                                       |                               |
| 2008.  | Тражи се телохранитељ             |               | трговац залагаоницама                                         |                               |
| 2009.  | Тешко ломљив                      |               | Три                                                           |                               |
| 2010.  | Н/Д                               |               | ЏоЏо                                                          |                               |
| 2010.  | Смрт на сахрани                   |               | Брајан                                                        |                               |
| 2010.  | Упознајте мале Фокерове           |               | медицински брат Луј                                           |                               |
| 2011.  | Н/Д                               |               | Кливон                                                        |                               |
| 2011.  | Н/Д                               |               | себе                                                          |                               |
| 2011.  | Н/Д                               |               | Крис Стајлс                                                   |                               |
| 2012.  | Петогодишња веридба               |               | Даг                                                           |                               |
| 2012.  | Размишљај као мушкарац            |               | Седрик                                                        |                               |
| 2012.  | Стратегија излаза                 |               | глава мушке лутке                                             |                               |
| 2013.  | Апокалипса у Холивуду             |               | себе                                                          |                               |
| 2013.  | Н/Д                               |               | себе                                                          |                               |
| 2013.  | Повратак у ринг                   |               | Данте Слејт Млађи                                             |                               |
| 2014.  | Луда вожња                        |               | Бен Барбер                                                    |                               |
| 2014.  | Оно од синоћ                      |               | Берни                                                         |                               |
| 2014.  | Размишљај као мушкарац 2          |               | Седрик                                                        |                               |
| 2014.  | Н/Д                               |               |                                                               | без заслуга                   |
| 2014.  | Најбољих пет                      |               | Чарлс                                                         |                               |
| 2015.  | Господар венчања                  |               | Џими Калахан/Бик Мичам                                        |                               |
| 2015.  | Укрути се                         |               | Дарнел Луис                                                   |                               |
| 2016.  | Луда вожња 2                      |               | Бен Барбер                                                    |                               |
| 2016.  | Обавештајци                       |               | Калвин Џојнер                                                 |                               |
| 2016.  | Тајне авантуре кућних љубимаца    |               | Грудвица (глас)                                               |                               |
| 2016.  | Н/Д                               |               | себе                                                          |                               |
| 2017.  | Капетан Гаћероне: Први епски филм |               | Џорџ Бирд (глас)                                              | такође текстописац за „”      |
| 2017.  | Другарчина                        |               | Дел Скот                                                      |                               |
| 2017.  | Џуманџи: Добродошли у џунглу      |               | Френклин „Миш” Финдбар                                        |                               |
| 2018.  | Вечерња школа                     |               | Теди Вокер                                                    | Такође продуцент и сценариста |
| 2019.  | Тајне авантуре кућних љубимаца 2  |               | Грудвица (глас)                                               |                               |
| 2019.  | Паклене улице: Хобс и Шо          |               | Динкли                                                        | без заслуга                   |
| 2019.  | Џуманџи: Следећи ниво             |               | Френклин „Миш” Финбар                                         |                               |
| 2021.  | Очинство                          |               | Мет Логелин                                                   | такође продуцент              |
| 2021.  | Н/Д                               |               | себе                                                          | такође извршни продуцент      |
| 2022.  | DC Лига суперљубимаца             |               | Ејс (глас)                                                    |                               |
| 2022.  | Време за мене                     |               | Сони Фишер                                                    | такође продуцент              |
| 2024.  | Borderlands                       |               | Роланд                                                        |                               |

### Телевизија
| Година     | Српски назив        | Изворни назив    | Улога            | Напомене                                                  |
| ---------- | ------------------- | ---------------- | ---------------- | --------------------------------------------------------- |
| 2002–2003. | Непријављено        |                  | Лук              | 3 епизоде                                                 |
| 2004.      | Н/Д                 |                  | Кевин            | 6 епизода                                                 |
| 2004.      | Н/Д                 |                  | себе             |                                                           |
| 2005.      | Берберница          |                  | Џејмс Рики       | 3 епизоде                                                 |
| 2005–2006. | Н/Д                 | Jake in Progress | Нагет Досон      | 2. епизоде                                                |
| 2006.      | Н/Д                 |                  | Кевин            | епизода: „Бесни Бил”                                      |
| 2006.      | Н/Д                 | '                | Џејмс            | 2. епизоде                                                |
| 2007.      | Н/Д                 |                  | Грег             | епизода: „Р-А-С-К-И-Д”                                    |
| 2007.      | Н/Д                 |                  | разне            | 21. епизода                                               |
| 2009.      | Н/Д                 |                  | Дро Гризл        | епизода: „Слатки шеснаести Тејлор Стилцкин”               |
| 2009.      | Н/Д                 |                  | Зезелрик         | 6 епизода                                                 |
| 2009.      | Н/Д                 |                  | себе             |                                                           |
| 2010.      | Н/Д                 |                  | себе             |                                                           |
| 2011–2012. | Модерна породица    |                  | Андре            | 2. епизоде                                                |
| 2011.      | Н/Д                 |                  | себе / водитељ   |                                                           |
| 2012.      | Н/Д                 |                  | Кевин            | епизода: „Убити Чупакабраџу”                              |
| 2012.      | Н/Д                 |                  | себе / водитељ   |                                                           |
| 2013–2016. | Н/Д                 |                  | себе             | 60 епизода; такође коаутор, сценариста, извршни продуцент |
| 2013.      | Н/Д                 |                  | себе             | епизода: „Долазак”                                        |
| 2013–2017. | Уживо суботом увече |                  | себе / водитељ   | 3 епизоде                                                 |
| 2015.      | Н/Д                 |                  | себе / водитељ   |                                                           |
| 2016.      | Н/Д                 |                  | себе             | епизода: „Оливија Ман против Кевина Харта”                |
| 2016.      | Н/Д                 |                  | себе / ководитељ |                                                           |
| 2018.      | Н/Д                 |                  | себе / водитељ   | 10 епизода; такође извшрни продуцент                      |
| 2019.      | Н/Д                 |                  | себе             |                                                           |
| 2019.      | Н/Д                 |                  | себе             |                                                           |
| 2019–данас | Н/Д                 |                  | себе / водитељ   |                                                           |
| 2019–данас | Н/Д                 |                  | себе             |                                                           |
| 2020.      | Н/Д                 |                  | себе             | 1. епизода                                                |
| 2021.      | Н/Д                 |                  | себе             |                                                           |

### Музички спотови
| Година | Песма | Извођач              | Улога          |
| ------ | ----- | -------------------- | -------------- |
| 2004.  | „”    | са -ом и Реми Ма     | себе           |
| 2011.  | „”    |                      | себе           |
| 2016   | „”    | Треј Сонгз           | бацач чоколаде |
| 2017.  | „”    | Ник Џонас и Џек Блек | себе           |
| 2018.  | „”    | Џ. Кол               | себе           |
| 2019.  | „”    |                      | Канје Вест     |